# DSV Troppau
Der DSV Troppau (vollständiger Name Deutscher Sportverein Troppau) war ein Fußballverein aus Troppau. Sein ursprünglicher Name war Troppauer FV.

## Geschichte
Der DSV Troppau wurde als Troppauer FV 1907 von Fußballbegeisterten aus Troppau und Umgebung gegründet. Ein Jahr später, 1909 schloss sich der Troppauer Fußballverein mit dem Radsportverein zum DSV Troppau zusammen. Der Verein war bis 1913 Mitglied beim Österreichischen Fußball-Verband, ab 1913 beim neugegründeten Deutscher Fußball-Verband für Mähren und Schlesien und wurde 1912 bis 1914 dreimal mährisch-schlesischer Meister. Nach Auflösung des Deutschen Verbandes wurde der Verein von 1922 bis 1924 Mitglied beim Československý svaz footballový (ČSSF). In den 1920er Jahren bis Anfang der 1930er Jahre blieb der Verein erfolglos, trotzdem kamen mehr als 2000 Zuschauer zu den Spielen, die meistens mit Niederlagen endeten. In dieser Zeit kam es auch zu Gründungen von anderen Verein in Troppau, wie SK Slezan Opava und SK Slezan Kateřinky. 1939 wurden die Vereine aus Troppau, wie auch der DSV Troppau zum NSTG Troppau. Als Nachfolgeverein wurde 1945 der SFC Opava gegründet.
Die Vereinsfarben waren Blau und Weiß.

## Spielstätte
Als Spielstätte des DSV Troppau wurde das Troppauer Stadtstadion genutzt.

## Erfolge
- 3 × Mährisch-Schlesischer Meister: 1912, 1913, 1914